# Láng Zsolt (író)
Láng Zsolt (Szatmárnémeti, 1958. október 17. –) József Attila-díjas magyar prózaíró, szerkesztő.

## Életpályája
Elemi és középfokú tanulmányait szülővárosában végezte. 1982-ben mérnöki diplomát szerzett a kolozsvári Műegyetemen. Tanulmányai után hét évig helyettesítő tanárként dolgozott több Szatmár megyei faluban. 1990-től a Látó szépirodalmi folyóirat szerkesztője, azóta él Marosvásárhelyen. Az 1992-től beindult Éneklő Borz hangos irodalmi folyóirat alapító szerkesztője.
2002 nyarától a németországi DAAD ösztöndíjjal egy évre családjával Berlinbe költözött. 2003 áprilisától ír a transindex.ro internetes honlap Holt Költők Társasága című rovatába.
2020-tól a Széchenyi Irodalmi és Művészeti Akadémia Irodalmi Osztályának tiszteleti tagja.

## Művei
- Fuccsregény (novellák). Kriterion, Bukarest, 1989
- Csendes napok (elbeszélések). Jel, Kolozsvár, 1991
- Perényi szabadulása (regény). JAK-Pesti Szalon, Budapest, 1993
- A Pálcikaember élete (novellák). Polis-Kriterion, Kolozsvár, 1994
- Hányan mentek piripócsra? (esszék). KOMP-PRESS – Korunk Baráti Társaság, Kolozsvár, 1995
- Az ég madarai. Bestiárium Transylvaniae I. (regény). Jelenkor, Pécs, 1997
- Penna historiae. Esszék; szerk. Láng Zsolt; Mentor, Marosvásárhely, 2000 (Erdély emlékezete)
- Az illetéktelen behatoló. Kurzív hírdráma; in: A Magyar Dráma Napja a József Attila Színházban. 2000. szeptember 21.; József Attila Színház, Bp., 2000
- A tűz és a víz állatai. Bestiárium Transylvaniae II-III. (regény). Jelenkor, Pécs, 2003
- A szomszéd nő (elbeszélések). Koinónia, Kolozsvár, 2003
- Berlinév (esszék, napló). Koinónia, Kolozsvár, 2004
- Itthonév (esszék, napló). Koinónia, Kolozsvár, 2005
- Kovács Emma születése és más elbeszélések. Koinónia, Kolozsvár, 2006
- Játék a kriptában (3 dráma: A Rúkmadár; Játék a kriptában; Télikert). Koinónia, Kolozsvár, 2007
- Tója vagy tottja? – „a” „romániai” „magyar” „irodalom” „története” (esszék). Koinónia, Kolozsvár, 2008
- A föld állatai. Bestiárium Transylvaniae IV. (regény). Kalligram, Pozsony, 2011
- Bodor Ádám: Állomás, éjszaka. Tízkezes egy Bodor novellára (többekkel); szerk. Varga Réka; Koinónia, Kolozsvár, 2011
- Szerelemváros. És más történetek; Pesti Kalligram, Bp., 2013
- Bolyai; Jelenkor, Bp., 2019 (regény)
- Bolyai; 2. jav. kiad.; Jelenkor, Bp., 2020

## Színházi előadások
- A Rúkmadár. Bemutató: Kolozsvári Állami Magyar Színház, 2001
- Télikert. Házijáték három felvonásban. Bemutató: Gyergyószentmiklósi Figura Színház, 2006
- Télikert. Bemutató: Yorick Studió, Marosvásárhely, 2008

## Ösztöndíjak
- 1993 – Móricz Zsigmond-ösztöndíj
- 1993 – a Hét nívódíja
- 1994 – Soros-ösztöndíj
- 1995 – Yaddo-ösztöndíj, New York
- 2002 – DAAD ösztöndíj

## Díjai, elismerései
- Móricz Zsigmond-ösztöndíj (1993)
- A Soros Alapítvány Ady Endre díja (1999)
- Déry Tibor-díj (2003)
- A Romániai Írószövetség díja (2003)
- Márai Sándor-díj (2005)
- József Attila-díj (2005)
- Alföld-díj (2005)
- Libri irodalmi díj (2020)
- Füst Milán-díj (2021)[2]